# Jillian Alleyne
Jillian Alleyne (Fontana, 8 settembre 1994) è una cestista statunitense, professionista nella WNBA.

## Carriera
È stata selezionata dalle Phoenix Mercury al secondo giro del Draft WNBA 2016 (20ª scelta assoluta).